# Công quốc Naxos
Công quốc Naxos (tiếng Ý: Ducato di Nasso, tiếng Hy Lạp: Δουκάτο της Νάξου) được thành lập sau cuộc Đệ tứ chinh để liên kết các hải đảo án ngữ cửa biển Aegea và tồn tại như một quốc gia độc lập trong 4 thế kỷ. Sau khi bị Đế quốc Ottoman chinh phục, lĩnh thổ này được phép giữ quyền tự trị trong hai thập kỷ trước khi trở thành một phần phía Đông của xứ Hi Lạp.

## Lịch sử

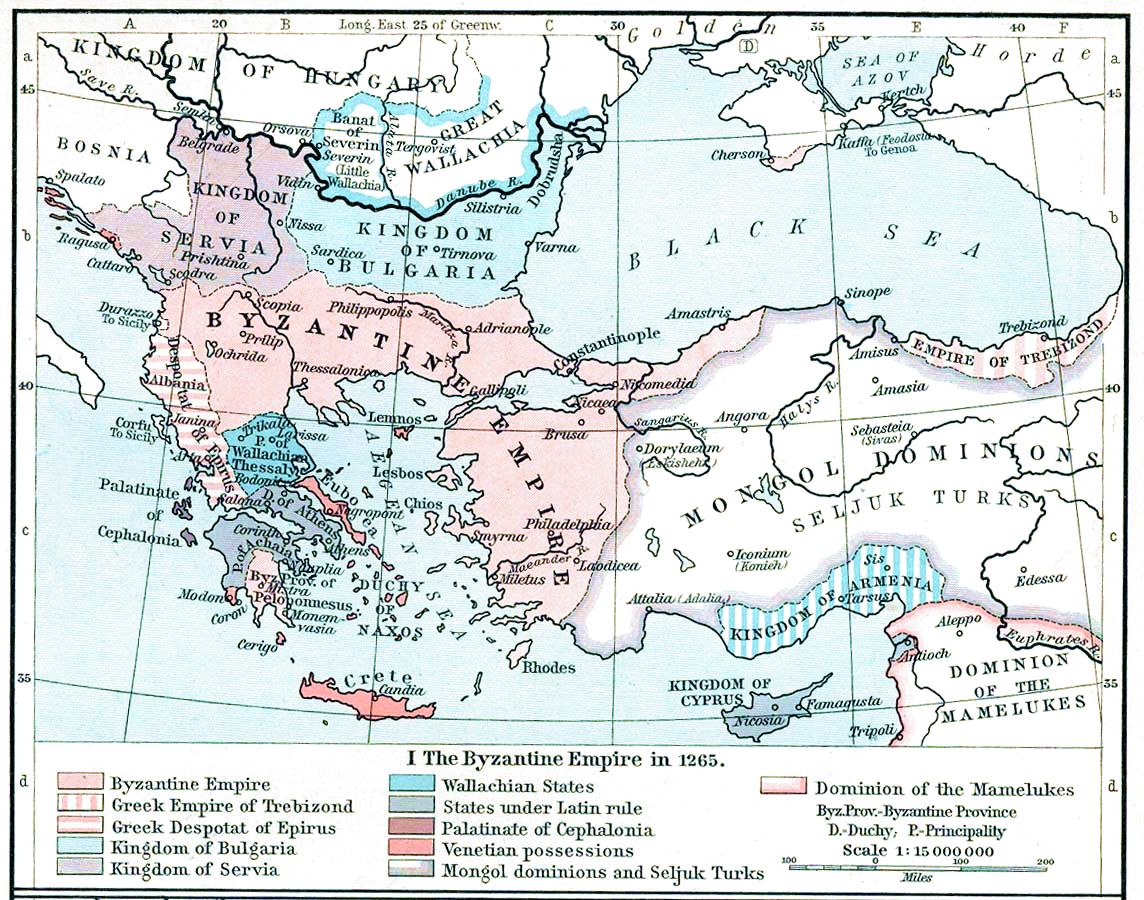
The Duchy of Naxos and states in the Morea, carved from the Byzantine Empire, as they were in 1265 (William R. Shepherd, Historical Atlas, 1911).

Sau cuộc Thập tự chinh lần thứ tư, Đế quốc Latin dưới sự ảnh hưởng của người Venezia được thành lập tại Constantinopolis, một người Venezia là Marco Sanudo đã chinh phục hòn đảo và nhanh chóng chiếm được các đảo còn lại của Cyclades, tự lập mình làm Công tước của Naxia, Hay Công tước của Quần đảo. 21 công tước thuộc hai triều đại đã cai trị Quần đảo cho đến năm 1566; Quyền cai trị của người Venezia tiếp tục tại các hòn đảo rải rác trên biển Aegea cho đến năm 1714. Trong giai đoạn này, hòn đảo được gọi với tên tiếng Ý của nó, là Nasso.
Ngày nay, Naxos là địa điểm duy nhất tại Hy Lạp duy trì tiếng Ý như một ngôn ngữ chính thức, bên cạnh tiếng Hy Lạp là quốc ngữ.

## Quốc chúa

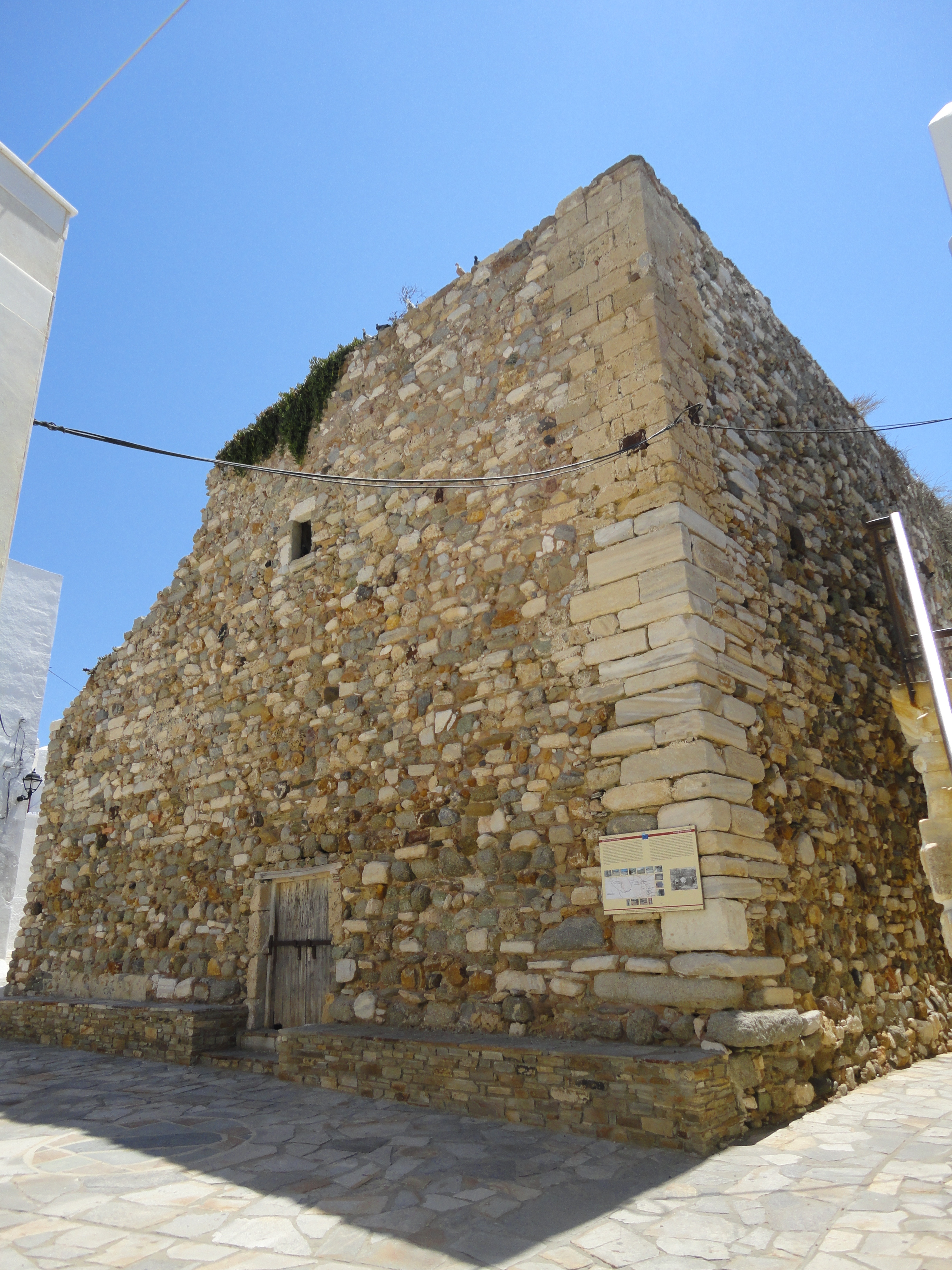
Tháp Sanudo, Chora Naxos.

### Dòng Sanudo
- Marco I Sanudo (1207–27)
- Angelo (1227–62)
- Marco II (1262–1303)
- Guglielmo I (1303–23)
- Niccolò I (1323–41)
- Giovanni I (1341–62)
- Fiorenza (1362–71)
- Niccolò II (1364–71)
- Niccolò III dalle Carceri (1371–83)

### Dòng Crispo
- Francesco I Crispo (1383–97)
- Giacomo I (1397–1418)
- Giovanni II (1418–33)
- Giacomo II (1433–47)
- Gian Giacomo (1447–53)
- Guglielmo II (1453–63)
- Francesco II (1463)
- Giacomo III (1463–80)
- Giovanni III (1480–94)

(interregnum)
- Francesco III (1500–11)

(interregnum)
- Giovanni IV (1517–64)
- Giacomo IV (1564–66)

### Ottoman ủy trị
- Joseph Nasi (1566–79)